# Monti Wrangell
I Monti Wrangell sono una catena montuosa dell'Alaska orientale negli Stati Uniti. Gran parte della gamma è inclusa nel Wrangell-St. Elias National Park and Preserve. I Monti Wrangell sono quasi interamente di origine vulcanica, e tra loro sono presenti il secondo e il terzo più alto vulcano degli Stati Uniti, il Monte Blackburn e il Monte Sanford. La catena prende il nome dal Monte Wrangell, che è uno dei più grandi vulcani di andesite nel mondo, e anche attualmente l'unico vulcano attivo della gamma.
La catena comprende la maggior parte dei campo vulcanico dei Wrangell che si estende anche nei vici Monti Sant'Elia e nel territorio dello Yukon in Canada.

## Vette principali

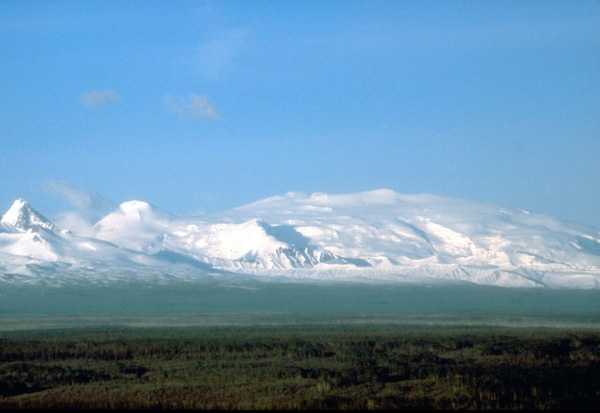
Il Monte Wrangell.

- Monte Blackburn, 4.996 m.
- Monte Sanford, 4.949 m.
- Monte Wrangell, 4.317 m.
- Atna Peaks, 4.225 m.
- Regal Mountain, 4.220 m.
- Monte Jarvis, 4.091 m.
- Parka Peak, 4.048
- Monte Zanetti, 3.965 m.